# Дафни Ешбрук
Дафни Ли Ешбрук (енгл. Daphne Lee Ashbrook; Лонг Бич, 30. јануар 1963) је америчка глумица. Ешбрукова је најпознатија по улози Грејс Холовеј у научно-фантастичном филму Доктор Ху.